# Benidorm Fest 2022
El Benidorm Fest 2022 fue la primera edición del certamen de RTVE en el que se seleccionó la canción que representó a España en el Festival de la Canción de Eurovisión 2022. La final se celebró el 29 de enero de 2022 en el Palacio de Deportes L'Illa de Benidorm de la localidad homónima, contando con dos semifinales previas llevadas a cabo en la misma sede los días 26 y 27 de enero. Los presentadores fueron Inés Hernand, Máximo Huerta y Alaska.
La canción ganadora y, por tanto, representante de España en Eurovisión, fue «SloMo» de Chanel.

## Estructura
La competición consiste en dos semifinales y una final. En total compiten 14 canciones aspirantes divididas entre las dos semifinales, es decir, participan 7 en cada una. En cada semifinal, las cuatro canciones más votadas entre el jurado profesional nacional (30 %) e internacional (20 %), el panel demoscópico (25 %) y el televoto (25 %), pasan directamente a la final. En dicha final, las ocho canciones clasificadas vuelven a ser interpretadas para determinar cuál será la representante de España en el Festival de la Canción de Eurovisión 2022, siguiendo el mismo sistema de votación que en las galas anteriores.

## Presentadores y jurado

### Presentadores
| Presentador   | Profesión                                        |
| ------------- | ------------------------------------------------ |
| Alaska        | Cantante                                         |
| Inés Hernand  | Presentadora y humorista                         |
| Máximo Huerta | Presentador de televisión, periodista y escritor |

### Presentadores de espacios derivados

#### Benidorm calling
| Presentador       | Profesión  | Información |
| ----------------- | ---------- | --- |
| Carolina Iglesias | Humorista  | Magacín diario a través de RTVE Play que analiza la actualidad del Benidorm Fest entre el miércoles 26 y el sábado 29 de enero |
| Fernando Macías   | Periodista | Magacín diario a través de RTVE Play que analiza la actualidad del Benidorm Fest entre el miércoles 26 y el sábado 29 de enero |

#### BeFest Stars
| Presentadora | Profesión | Información                                                        |
| ------------ | --------- | ------------------------------------------------------------------ |
| Alaska       | Cantante  | Gala especial navideña con los concursantes del Benidorm Fest 2022 |

### Jurado
| Miembro          | Profesión                                    |
| ---------------- | -------------------------------------------- |
| Estefanía García | Coordinadora de la Orquesta y Coro de RTVE   |
| Felix Bergsson   | Jefe de delegación de Islandia en Eurovisión |
| Marvin Dietmann  | Escenógrafo                                  |
| Miryam Benedited | Coreógrafa                                   |
| Natalia Calderón | Cantante, actriz y coach vocal               |

## Selección de participantes
El 29 de septiembre de 2021, RTVE abrió un plazo de un mes (posteriormente prorrogado hasta el 10 de noviembre) para que artistas, autores y compositores enviaran sus propuestas a la corporación pública de radio y televisión, mientras que la propia emisora se reservó una invitación directa a cantantes y autores de renombre de la escena musical actual. Tanto la valoración de las candidaturas como las invitaciones se realizaron en colaboración con los asesores musicales J Cruz, Tony Sánchez-Ohlsson y Zahara.
El concurso estaba abierto a intérpretes, grupos y autores que tuvieran al menos 16 años antes de mayo de 2022, y que debían ser de nacionalidad española o tener residencia permanente en España (en el caso de dúos o grupos, al menos el 50 % de los miembros debían cumplir con esta condición). Los cantantes solo pudieron presentar una solicitud, aunque los compositores tuvieron la posibilidad de presentar una canción como autores principales y dos canciones adicionales como coautores.
En una rueda de prensa celebrada el 22 de noviembre de 2021, la jefa de la delegación española, Eva Mora, declaró que se habían recibido 692 presentaciones a través del formulario en línea y que 194 canciones fueron enviadas por artistas invitados directamente por RTVE, sumando un total de 886. Posteriormente, los nombres de los concursantes fueron anunciados oficialmente por RTVE el 10 de diciembre de 2021.

### Canciones
Las canciones debían ser originales y no haber sido publicadas, interpretadas o distribuidas, total o parcialmente, antes de septiembre del año anterior al Festival de Eurovisión (de acuerdo con las reglas del certamen). Además, la canción debía durar entre 2 minutos y medio y 3 minutos, y tenía que incluir al menos el 65 % de la letra en español y/o lenguas cooficiales de España.

### Artistas
Se seleccionaron 14 candidatos (inicialmente se pensó que fueran 12), de los cuales al menos dos debían ser de aquellos que se registraron en la web. Para elegir a los participantes, se tuvo en cuenta la paridad de género, la combinación de referencias musicales con nuevos talentos y la variedad de estilos.

## Participantes
| Artista/s         | Canción                | Idioma           | Compositores                                                                                | Escenografía              |
| ----------------- | ---------------------- | ---------------- | ------------------------------------------------------------------------------------------- | ------------------------- |
| Azúcar Moreno     | «Postureo»             | Español          | Miguel Linde, Alberto Lorite, David Parejo                                                  |                           |
| Blanca Paloma     | «Secreto de agua»      | Español          | Blanca Paloma, Antón Serrats, Tomás Virgós, Pablo Serrano                                   | Blanca Paloma             |
| Chanel            | «SloMo»                | Español e inglés | Leroy Sanchez, Keith Harris, Ibere Fortes, Maggie Szabo, Arjen Thonen                       | Kyle Hanagami             |
| Gonzalo Hermida   | «Quién lo diría»       | Español          | Gonzalo Hermida, David Santisteban                                                          |                           |
| Javiera Mena      | «Culpa»                | Español          | Javiera Mena                                                                                | Laura Indigo              |
| Luna Ki           | «Voy a morir»          | Español          | Luna Górriz, Miguel García, Vanity Vercetti, Alejandro Fierro                               |                           |
| Marta Sango       | «Sigues en mi mente»   | Español          | Marta Sango, Marco Frías, Mané López                                                        | Kiko Alcázar              |
| Rayden            | «Calle de la llorería» | Español          | David Martínez Álvarez, François Le Goffic                                                  | Javier Pageo              |
| Rigoberta Bandini | «Ay mamá»              | Español          | Rigoberta Bandini, Esteban Navarro Dordal, Stefano Maccarrone                               |                           |
| Sara Deop         | «Make You Say»         | Inglés y español | Leroy Sanchez, Camille Purcell, Linus Nordstrom, Frank Nobel                                |                           |
| Tanxugueiras      | «Terra»                | Gallego          | Olaia Maneiro Argibay, Sabela Maneiro Argibay, Aida Tarrío Torrado, Iago Pico Freire        | Laura Iturralde, PlayPlan |
| Unique            | «Mejores»              | Español          | Marco Dettoni, Manu Chalud, Armando Valenzuela, Carlos Almazán, Javier López, Raúl Madroñal |                           |
| Varry Brava       | «Rafaella»             | Español          | Óscar Ferrer, Aaron Sáez, Vicente Illescas                                                  |                           |
| Xeinn             | «Eco»                  | Español e inglés | Carlos Marco, Jimmy Jansson, Marcus Winther-John, Thomas G:son                              |                           |

     Candidatura retirada
     Finalistas
     Ganador/a
     Segundo/a
     Tercero/a
1. ↑  Aunque la canción está principalmente en español, contiene frases en inglés y francés.
2. ↑  Aunque la canción está principalmente en gallego, contiene frases en catalán, euskera, asturleonés y castellano.

## Invitados
| Gala        | Invitado(s)     | Información                                           | Canción / actuación                                                                            |
| ----------- | --------------- | ----------------------------------------------------- | ---------------------------------------------------------------------------------------------- |
| Semifinal 1 | Salvador Sobral | Cantante, ganador de Eurovisión 2017                  | «Fui ver meu amor»                                                                             |
| Semifinal 1 | Marlon          | Grupo musical                                         | «De perreo»                                                                                    |
| Semifinal 2 | Ruth Lorenzo    | Cantante, representante de España en Eurovisión 2014  | «Bailar pegados» (versión del tema representante de España en Eurovisión 1991 de Sergio Dalma) |
| Semifinal 2 | Niña Polaca     | Grupo musical                                         | «Nora»                                                                                         |
| Final       | Pastora Soler   | Cantante , representante de España en Eurovisión 2012 | «Quédate conmigo»                                                                              |
| Final       | Pastora Soler   | Cantante , representante de España en Eurovisión 2012 | «Qué hablen de mí»                                                                             |
| Final       | NIA             | Cantante                                              | «Me muero de risa»                                                                             |
| Final       | Nyno Vargas     | Cantante                                              | «Me muero de risa»                                                                             |

## Festival

### Semifinales

#### Semifinal 1
| Semifinal 1 – 26 de enero de 2022 | Semifinal 1 – 26 de enero de 2022 | Semifinal 1 – 26 de enero de 2022 | Semifinal 1 – 26 de enero de 2022 | Semifinal 1 – 26 de enero de 2022 | Semifinal 1 – 26 de enero de 2022 | Semifinal 1 – 26 de enero de 2022 | Semifinal 1 – 26 de enero de 2022 | Semifinal 1 – 26 de enero de 2022 | Semifinal 1 – 26 de enero de 2022 | Semifinal 1 – 26 de enero de 2022 | Semifinal 1 – 26 de enero de 2022 | Semifinal 1 – 26 de enero de 2022 |
| Orden                             | Artista(s)                        | Canción                           | Jurado (50 %)                     | Jurado (50 %)                     | Público (50 %)                    | Público (50 %)                    | Público (50 %)                    | Público (50 %)                    | Público (50 %)                    | Público (50 %)                    | Puntuación total                  | Posición final                    |
| Orden                             | Artista(s)                        | Canción                           | Puntuación                        | Posición                          | Panel demoscópico (25 %)          | Posición del panel                | Televoto (25 %)                   | Posición del televoto             | Puntuación de ambos segmentos     | Posición del público              | Puntuación total                  | Posición final                    |
| --------------------------------- | --------------------------------- | --------------------------------- | --------------------------------- | --------------------------------- | --------------------------------- | --------------------------------- | --------------------------------- | --------------------------------- | --------------------------------- | --------------------------------- | --------------------------------- | --------------------------------- |
| 01                                | Luna Ki                           | «Voy a morir»                     | Candidatura retirada              | Candidatura retirada              | Candidatura retirada              | Candidatura retirada              | Candidatura retirada              | Candidatura retirada              | Candidatura retirada              | Candidatura retirada              | Candidatura retirada              | Candidatura retirada              |
| 02                                | Varry Brava                       | «Raffaella»                       | 39                                | 3.ª                               | 15                                | 5.ª                               | 20                                | 3.ª                               | 35                                | 4.ª                               | 74                                | 4.ª                               |
| 03                                | Azúcar Moreno                     | «Postureo»                        | 39                                | 4.ª                               | 18                                | 4.ª                               | 12                                | 6.ª                               | 30                                | 5.ª                               | 69                                | 5.ª                               |
| 04                                | Blanca Paloma                     | «Secreto de agua»                 | 41                                | 2.ª                               | 20                                | 3.ª                               | 18                                | 4.ª                               | 38                                | 3.ª                               | 79                                | 3.ª                               |
| 05                                | Unique                            | «Mejores»                         | 28                                | 6.ª                               | 12                                | 6.ª                               | 15                                | 5.ª                               | 27                                | 6.ª                               | 55                                | 6.ª                               |
| 06                                | Tanxugueiras                      | «Terra»                           | 38                                | 5.ª                               | 25                                | 2 ª                               | 30                                | 1.ª                               | 55                                | 1.ª                               | 93                                | 2.ª                               |
| 07                                | Chanel                            | «SloMo»                           | 55                                | 1.ª                               | 30                                | 1.ª                               | 25                                | 2.ª                               | 55                                | 1.ª                               | 110                               | 1.ª                               |

     Finalistas
     Retirada

#### Semifinal 2
| Semifinal 2 – 27 de enero de 2022 | Semifinal 2 – 27 de enero de 2022 | Semifinal 2 – 27 de enero de 2022 | Semifinal 2 – 27 de enero de 2022 | Semifinal 2 – 27 de enero de 2022 | Semifinal 2 – 27 de enero de 2022 | Semifinal 2 – 27 de enero de 2022 | Semifinal 2 – 27 de enero de 2022 | Semifinal 2 – 27 de enero de 2022 | Semifinal 2 – 27 de enero de 2022 | Semifinal 2 – 27 de enero de 2022 | Semifinal 2 – 27 de enero de 2022 | Semifinal 2 – 27 de enero de 2022 |
| Orden                             | Artista(s)                        | Canción                           | Jurado (50 %)                     | Jurado (50 %)                     | Público (50 %)                    | Público (50 %)                    | Público (50 %)                    | Público (50 %)                    | Público (50 %)                    | Público (50 %)                    | Puntuación total                  | Posición final                    |
| Orden                             | Artista(s)                        | Canción                           | Puntuación                        | Posición                          | Panel demoscópico (25 %)          | Posición del panel                | Televoto (25 %)                   | Posición del televoto             | Puntuación de ambos segmentos     | Posición del público              | Puntuación total                  | Posición final                    |
| --------------------------------- | --------------------------------- | --------------------------------- | --------------------------------- | --------------------------------- | --------------------------------- | --------------------------------- | --------------------------------- | --------------------------------- | --------------------------------- | --------------------------------- | --------------------------------- | --------------------------------- |
| 01                                | Xeinn                             | «Eco»                             | 46                                | 2.ª                               | 15                                | 5.ª                               | 20                                | 3.ª                               | 35                                | 4.ª                               | 81                                | 3.ª                               |
| 02                                | Marta Sango                       | «Sigues en mi mente»              | 36                                | 4.ª                               | 12                                | 6.ª                               | 15                                | 5.ª                               | 27                                | 6.ª                               | 63                                | 5.ª                               |
| 03                                | Javiera Mena                      | «Culpa»                           | 28                                | 5.ª                               | 10                                | 7.ª                               | 12                                | 6.ª                               | 22                                | 7.ª                               | 50                                | 6.ª                               |
| 04                                | Gonzalo Hermida                   | «Quién lo diría»                  | 28                                | 6.ª                               | 30                                | 1.ª                               | 18                                | 4.ª                               | 48                                | 2.ª                               | 76                                | 4.ª                               |
| 05                                | Rigoberta Bandini                 | «Ay mamá»                         | 56                                | 1.ª                               | 25                                | 2.ª                               | 30                                | 1.ª                               | 55                                | 1.ª                               | 111                               | 1.ª                               |
| 06                                | Rayden                            | «Calle de la llorería»            | 45                                | 3.ª                               | 20                                | 3.ª                               | 25                                | 2.ª                               | 45                                | 3.ª                               | 90                                | 2.ª                               |
| 07                                | Sara Deop                         | «Make You Say»                    | 21                                | 7.ª                               | 18                                | 4.ª                               | 10                                | 7.ª                               | 28                                | 5.ª                               | 49                                | 7.ª                               |

     Finalistas
1. ↑  Tras dar positivo en la prueba de COVID-19, de acuerdo con los protocolos sanitarios del evento, Gonzalo Hermida compitió utilizando el videoclip de la canción.

### Final
| Final – 29 de enero de 2022 | Final – 29 de enero de 2022 | Final – 29 de enero de 2022 | Final – 29 de enero de 2022 | Final – 29 de enero de 2022 | Final – 29 de enero de 2022 | Final – 29 de enero de 2022 | Final – 29 de enero de 2022 | Final – 29 de enero de 2022 | Final – 29 de enero de 2022 | Final – 29 de enero de 2022 | Final – 29 de enero de 2022   | Final – 29 de enero de 2022 | Final – 29 de enero de 2022 | Final – 29 de enero de 2022 |
| Orden                       | Artista(s)                  | Canción                     | Jurado (50 %)               | Jurado (50 %)               | Público (50 %)              | Público (50 %)              | Público (50 %)              | Público (50 %)              | Público (50 %)              | Público (50 %)              | Público (50 %)                | Público (50 %)              | Puntuación total            | Posición final              |
| Orden                       | Artista(s)                  | Canción                     | Puntuación                  | Posición                    | Panel demoscópico (25 %)    | Porcentaje del panel        | Posición del panel          | Televoto (25 %)             | Porcentaje del televoto     | Posición del televoto       | Puntuación de ambos segmentos | Posición del público        | Puntuación total            | Posición final              |
| --------------------------- | --------------------------- | --------------------------- | --------------------------- | --------------------------- | --------------------------- | --------------------------- | --------------------------- | --------------------------- | --------------------------- | --------------------------- | ----------------------------- | --------------------------- | --------------------------- | --------------------------- |
| 1                           | Rayden                      | «Calle de la llorería»      | 37                          | 4.ª                         | 15                          | 12,17%                      | 5.ª                         | 15                          | 2,12%                       | 5.ª                         | 30                            | 4.ª                         | 67                          | 4.ª                         |
| 2                           | Tanxugueiras                | «Terra»                     | 30                          | 5.ª                         | 30                          | 14,59%                      | 1.ª                         | 30                          | 70,75%                      | 1.ª                         | 60                            | 1.ª                         | 90                          | 3.ª                         |
| 3                           | Varry Brava                 | «Raffaella»                 | 25                          | 7.ª                         | 12                          | 11,39%                      | 6.ª                         | 18                          | 2,26%                       | 4.ª                         | 30                            | 4.ª                         | 55                          | 6.ª                         |
| 4                           | Chanel                      | «SloMo»                     | 51                          | 1.ª                         | 25                          | 13,88%                      | 2.ª                         | 20                          | 3,97%                       | 3.ª                         | 45                            | 2.ª                         | 96                          | 1.ª                         |
| 5                           | Rigoberta Bandini           | «Ay mamá»                   | 46                          | 2.ª                         | 20                          | 13,52%                      | 3.ª                         | 25                          | 18,08%                      | 2.ª                         | 45                            | 2.ª                         | 91                          | 2.ª                         |
| 6                           | Xeinn                       | «Eco»                       | 30                          | 6.ª                         | 5                           | 10,92%                      | 8.ª                         | 10                          | 1,01%                       | 7.ª                         | 15                            | 8.ª                         | 45                          | 7.ª                         |
| 7                           | Gonzalo Hermida             | «Quién lo diría»            | 12                          | 8.ª                         | 18                          | 12,62%                      | 4.ª                         | 5                           | 0,76%                       | 8.ª                         | 23                            | 6.ª                         | 35                          | 8.ª                         |
| 8                           | Blanca Paloma               | «Secreto de agua»           | 39                          | 3.ª                         | 10                          | 10,92%                      | 7.ª                         | 12                          | 1,04%                       | 6.ª                         | 22                            | 7.ª                         | 61                          | 5.ª                         |

     Ganador/a
     Segundo puesto
     Tercer puesto
1. ↑  Tras volver a dar positivo en la prueba de COVID-19, de acuerdo con los protocolos sanitarios del evento, Gonzalo Hermida compitió utilizando el videoclip de la canción.

| Voto detallado del jurado experto | Voto detallado del jurado experto | Voto detallado del jurado experto | Voto detallado del jurado experto | Voto detallado del jurado experto | Voto detallado del jurado experto | Voto detallado del jurado experto | Voto detallado del jurado experto |
| Orden                             | Canción                           | Jurado 1                          | Jurado 2                          | Jurado 3                          | Jurado 4                          | Jurado 5                          | Total                             |
| --------------------------------- | --------------------------------- | --------------------------------- | --------------------------------- | --------------------------------- | --------------------------------- | --------------------------------- | --------------------------------- |
| 1                                 | «Calle de la llorería»            | 8                                 | 10                                | 7                                 | 6                                 | 6                                 | 37                                |
| 2                                 | «Terra»                           | 10                                | 7                                 | 4                                 | 7                                 | 2                                 | 30                                |
| 3                                 | «Raffaella»                       | 6                                 | 5                                 | 5                                 | 4                                 | 5                                 | 25                                |
| 4                                 | «SloMo»                           | 7                                 | 12                                | 12                                | 8                                 | 12                                | 51                                |
| 5                                 | «Ay mamá»                         | 12                                | 8                                 | 6                                 | 10                                | 10                                | 46                                |
| 6                                 | «Eco»                             | 4                                 | 4                                 | 10                                | 5                                 | 7                                 | 30                                |
| 7                                 | «Quién lo diría»                  | 2                                 | 2                                 | 2                                 | 2                                 | 4                                 | 12                                |
| 8                                 | «Secreto de agua»                 | 5                                 | 6                                 | 8                                 | 12                                | 8                                 | 39                                |

## Audiencias
| Gala        | Fecha               | Hora  | Espectadores | Cuota  |
| ----------- | ------------------- | ----- | ------------ | ------ |
| Semifinal 1 | 26 de enero de 2022 | 22:45 | 1 534 000    | 11,8 % |
| Semifinal 2 | 27 de enero de 2022 | 22:45 | 1 728 000    | 14,2 % |
| Final       | 29 de enero de 2022 | 22:20 | 2 966 000    | 21,0 % |

### Otros
| Gala         | Fecha              | Hora  | Espectadores | Cuota |
| ------------ | ------------------ | ----- | ------------ | ----- |
| BeFest Stars | 4 de enero de 2023 | 22:00 | 701 000      | 5,1%  |

     Líder de la noche.
     Récord de audiencia.

## Palmarés
| Gala                                  | Fecha         | Presentadores                     | Canal de emisión | Ganadores         | Subcampeones      | 3.os clasificados |
| ------------------------------------- | ------------- | --------------------------------- | ---------------- | ----------------- | ----------------- | ----------------- |
| Benidorm Fest 2022: Primera semifinal | Enero de 2022 | Alaska Máximo Huerta Inés Hernand | La 1             | Chanel            | Tanxugueiras      | Blanca Paloma     |
| Benidorm Fest 2022: Segunda semifinal | Enero de 2022 | Alaska Máximo Huerta Inés Hernand | La 1             | Rigoberta Bandini | Rayden            | Xeinn             |
| Benidorm Fest 2022: Final             | Enero de 2022 | Alaska Máximo Huerta Inés Hernand | La 1             | Chanel            | Rigoberta Bandini | Tanxugueiras      |

## Posicionamiento en listas
| Fecha de lanzamiento    | Sencillo               | Discográfica          | Posición en lista | Certificación | Artista           |
| Fecha de lanzamiento    | Sencillo               | Discográfica          | España            | Certificación | Artista           |
| ----------------------- | ---------------------- | --------------------- | ----------------- | ------------- | ----------------- |
| 24 de diciembre de 2021 | «SloMo»                | BMG Rights Management | 1                 | 4×            | Chanel            |
| 23 de diciembre de 2021 | «Ay mamá»              | Rigoberta Bandini     | 1                 | 4×            | Rigoberta Bandini |
| 21 de diciembre de 2021 | «Terra»                | Calaverita Récords    | 7                 | [ 19 ]        | Tanxugueiras      |
| diciembre de 2021       | «Calle de la llorería» | Warner Music          | 59                |               | Rayden            |
| diciembre de 2021       | «Raffaella»            | Altafonte Network     | 96                |               | Varry Brava       |

## Controversias

### Retirada de Luna Ki y polémica por el uso delAuto-Tune
Pocos días después de la publicación de los artistas seleccionados para participar en el Benidorm Fest salió a la luz una información que podría descalificar a una de las participantes, Luna Ki, y es que dicha participante interpretó su tema en un concierto celebrado en Barcelona el pasado septiembre de 2020. Cabe recordar que las canciones participantes no pueden ser publicadas antes de septiembre de 2021. No obstante, pocos días después se conoció que RTVE con el consentimiento de la UER optaba por no descalificar a la misma, alegando que dicha actuación entraba en el marco legal de las candidaturas.
Posteriormente, a 3 días de la primera semifinal —en la que iba a interpretar su tema actuando en la primera posición—, Luna Ki anunció su retirada del Benidorm Fest. Esta se debió al hecho de no poder utilizar Auto-Tune en el certamen, cuyo uso está desestimado por la normativa de Eurovisión.

### Polémica sobre el jurado y el sistema de votación
Durante el transcurso de la primera semifinal, donde participaban Tanxugueiras —favoritas del público junto a Rigoberta Bandini, según las encuestas— se desató la primera polémica en relación con el jurado escogido por RTVE. El trío gallego quedó en 5.ª posición según el criterio del jurado, lo cual las dejaba directamente fuera de la final. Sin embargo, al obtener la 1.ª posición por parte del público en el televoto y la 2.ª posición por parte del panel demoscópico, Tanxugueiras se alzó con la 2.ª posición en la clasificación general de la semifinal, pudiendo pasar a la final.
En la final del certamen, Tanxugueiras volvió a situarse en la 5.ª posición bajo el criterio del jurado, con una diferencia de puntos notable respecto a Chanel, que había quedado en primera posición. Sin embargo, obtuvieron la primera posición y, por lo tanto, máxima puntuación posible, tanto en televoto como en el panel demoscópico, imponiéndose tanto a Chanel como a Rigoberta Bandini. A pesar de ello, por las características del sistema de votación, el grupo gallego quedó en tercera posición y Chanel se alzó con la victoria.
En este punto, diversos medios, fans y trabajadores históricos de la propia RTVE como Paloma del Río o Xabier Fortes denunciaron un sistema de votación «injusto», así como cierta premeditación por parte del jurado. Según el sistema de votación establecido por RTVE —anunciado 10 días antes de la final—, el jurado profesional votaba de forma individual y las puntuaciones se sumaban, pudiendo haber grandes diferencias de puntos entre las distintas posiciones —es decir, la puntuación final era proporcional a la puntuación total recibida por los distintos miembros—. Sin embargo, este mismo criterio no se aplicaba para las puntuaciones del televoto o del panel demoscópico, donde se establecían puntuaciones fijas para las distintas posiciones: 30 puntos para la primera posición, 25 para la segunda, 20 para la tercera, etc. Por lo tanto, en este caso no importaba que existiese una gran diferencia entre los puntos recibidos por dos artistas, como sí ocurría en el caso del jurado. Esto llevó a pensar a los fans —especialmente los de Tanxugueiras y Rigoberta Bandini— que el jurado podría haber otorgado puntuaciones más bajas a las candidaturas favoritas del público para que éstas tuviesen más difícil alzarse con la victoria, recordando lo ocurrido con Manel Navarro y Mirela en Objetivo Eurovisión 2017.
A estas quejas se le sumaba el hecho de que Miryam Benedited, coreógrafa y miembro del jurado, habría trabajado anteriormente con Chanel y que podría existir cierto interés, personal o profesional, en que ésta ganase. Sin embargo, Benedited negó estas acusaciones en los días posteriores. A pesar de ello, uno de los presentadores de la gala, Máximo Huerta, indicó que había tenido conversaciones con los dos miembros internacionales del jurado y que éstos estaban muy contentos y emocionados con las actuaciones de Tanxuguerias y Rigoberta Bandini, insinuando que eran sus favoritas, «pero el voto es individual, si las otras (jurado nacional) las ponen muy abajo y votan muy arriba a otras, esto se desmonta...», dando a entender que fueron los miembros del jurado nacional quienes otorgaron bajas puntuaciones a las favoritas del público.
Por otro lado, se empezaron a crear ciertas sospechas sobre la relación de RTVE con la discográfica BMG, propietaria al 100 % de los derechos de la canción ganadora tras el cambio en las bases, y el posible interés de la corporación pública en que ésta fuese la canción ganadora atendiendo a los comentarios que sus directivos realizaban off-the-record con los periodistas, llegándose a llamar «la candidatura de RTVE». El exconsejero y presidente de RTVE Josep Manuel Silva llegó a declarar que probablemente el triunfo de Chanel fuera «producto de un pacto» entre la discográfica y RTVE.
Esta serie de sospechas relacionadas con presuntos casos de prevaricación y tráfico de influencias en un medio público como RTVE hizo que el Benidorm Fest saltase al plano político para pedir una mayor transparencia y aclaraciones sobre lo ocurrido: la sección sindical de CCOO en RTVE denuncia el sistema de votación y pide «dejar sin efecto» la victoria de Chanel; el BNG y Galicia en Común —integrado en Unidas Podemos y parte del Gobierno de España— registraron consultas en el Congreso de los Diputados a la cúpula directiva de RTVE; el PP, principal partido de la oposición, hizo lo propio en el Senado.
Durante el fin de semana la polémica pudo verse en todas las cadenas de televisión, radio y otros medios de comunicación, que alimentaban las sospechas sobre la corporación pública. Esto, sumado al descontento popular que se podía ver especialmente en redes sociales, hizo que RTVE emitiese un comunicado defendiendo el sistema de votación a la vez que admitía la controversia y anunciaba un diálogo participativo para mejorar el proceso. Sin embargo, esto no consiguió frenar la polémica y RTVE convocó una rueda de prensa en la que desglosó tanto los votos individuales de los jurados (sin nombres) como los porcentajes de votos recibidos por parte del público en el televoto. En lo respectivo al televoto, destaca el 70,75 % de los votos obtenidos por Tanxugueiras, seguidas muy de lejos por Rigoberta Bandini con un 18,08 % y Chanel con menos de un 4 % —si los puntos se otorgasen de forma proporcional como con el jurado profesional, Tanxugueiras habría obtenido 94 puntos frente a los 30 asignados, lo cual para muchos dejó en evidencia las carencias del sistema—. Por otro, en el desglose del jurado profesional, destacó un miembro que otorgó la puntuación mínima a Tanxugueiras, incluso por debajo de Gonzalo Hermida, quien no pudo actuar al haber dado positivo en COVID-19 y del cual se visionó un videoclip de la canción —el jurado no tuvo oportunidad de valorar aspectos como la voz en directo o la puesta en escena—. Además, otro miembro del jurado otorgó a Tanxugueiras la penúltima posición (4 puntos) y la quinta posición a Rigoberta Bandini (6 puntos), mientras que otro miembro sí otorgó buenas posiciones a ambas canciones, cobrando fuerza las palabras expresadas por Máximo Huerta en relación con las diferencias entre el jurado internacional y nacional. RTVE defendió en la rueda de prensa la profesionalidad e independencia del jurado.
Igualmente, la polémica victoria de Chanel motivó ataques hacia su persona y acoso en redes sociales, por lo que varios de los artistas participantes en el Benidorm Fest, incluidas Tanxugueiras y Rigoberta Bandini, pidieron respeto para la ganadora y prudencia con este tipo de comportamientos.

## Festival de la Canción de Eurovisión 2022
Los días 10 y 12 de mayo de 2022 se celebraron en Turín las semifinales del Festival de la Canción de Eurovisión y, por primera vez, ambas galas se retransmitieron en España a través del canal principal de RTVE a pesar de que la representante española estuviese directamente clasificada para la final. Las semanas previas, las distintas casas de apuestas situaban a España por primera vez en muchos años como una de las grandes favoritas para ganar el festival. El 14 de mayo se celebró la final en el Palasport Olímpico de Turín, donde Chanel se hizo con el tercer puesto, la mejor posición de España en los últimos 27 años, con 459 puntos —a sólo 7 puntos de Reino Unido, que quedó en segunda posición, es la mayor cifra alcanzada por España en el certamen— y recibió la máxima puntuación por parte del jurado de ocho países —hasta ese momento, el récord lo tenía Betty Missiego con 4 doces—.